# Caulobacter crescentus
Caulobacter crescentus або Caulobacter crescentus CB15 — грам-негативна оліготрофна бактерія, широко поширена в прісноводних озерах і струмках. Вона відіграє важливу роль у вуглецевому циклі.